# Доц Артем Валерійович
Артем Валерійович Доц — майор Збройних Сил України, учасник російсько-української війни, який загинув під час російського вторгнення в Україну.

## Життєпис
Народився 10 травня 1986 року в м. Токмак Запорізької області.
Брав участь в АТО. На початок російського вторгнення в Україну проходив військову службу в складі 36 ОБрМП.
Загинув до 19 березня 2022 року в боях під час оборони м. Маріуполя Донецької області.

## Нагороди
- орден Данила Галицького (2022, посмертно) — за особисту мужність і самовіддані дії, виявлені у захисті державного суверенітету та територіальної цілісності України, вірність військовій присязі.